# Have Gun - Will Travel
Have Gun - Will Travel (Revólver a la orden en español) es una serie de televisión estadounidense protagonizada por Richard Boone.
La serie debutó por la cadena de televisión CBS desde 1957 hasta 1963. Fue clasificada con el número de tres y número cuatro en los índices de audiencia Nielsen durante cada año de sus primeras cuatro temporadas. Fue uno de los pocos programas de televisión que generaron una versión radiofónica, que serie empezó el 23 de noviembre de 1958.
Have Gun - Will Travel fue creado por Sam Rolfe y Herb Meadow y producido por Frank Pierson, Don Ingalls, Robert Sparks, y Julian Claman. Se filmaron 225 episodios, algunos los cuales fueron escritos por Gene Roddenberry: 101 fueron dirigidos por Andrew McLaglen, y 19 fueron dirigidos por Richard Boone, estrella de la serie.

## Título de la serie
El título era una frase utilizada en los anuncios personales en periódicos como The Times, que indica que el anunciante está dispuesto a todo. Fue utilizado de esta manera desde el año 1900. Una forma común en la publicidad de teatro fue "Have tux, will travel"; Tiene esmoquin, viajará.
Esta fue la inspiración para el escritor Herb Meadow. El programa de televisión popularizó la frase en los años sesenta, y muchas variaciones de la misma se utilizaron.

## El Paladín
La serie siguió las aventuras de "El Paladín", un pistolero (interpretado por Richard Boone en la televisión, y por John Dehner en la radio), que prefiere resolver los problemas sin violencia; sin embargo, cuando se ve obligado a luchar, se destaca con las armas y los puños. El Paladín vivía en el Hotel Carlton de San Francisco, donde se vestía de traje formal.Le gustaba la comida gourmet, y también era aficionado a la ópera. De hecho, muchos de los que se reunían con él inicialmente lo confundían con un dandi. Pero cuando trabajaba, se vestía de negro y llevaba una pistola de cañón corto en su bolsillo. Utilizaba tarjetas con un emblema de caballo de ajedrez, y llevaba un cinto negro estereotípico estilo occidental con un símbolo de ajedrez el mismo unido a la funda.